# شركة إيفر ريدي للبطاريات
شركة إيفر ريدي للبطاريات هي شركة أمريكية مصنعة للعلامات التجارية للبطاريات الكهربائية إيفر ريدي و إينرجيزر ، المملوكة لشركة إنرجايزر القابضة . يقع مقرها الرئيسي في سانت لويس، ميسوري ، الولايات المتحدة الأمريكية . 
بدأت الشركة السابقة في عام 1890 في نيويورك وتمت إعادة تسميتها في عام 1905. واليوم، تصنع الشركة البطاريات في الولايات المتحدة والصين، ولديها مرافق إنتاج في جميع أنحاء العالم.

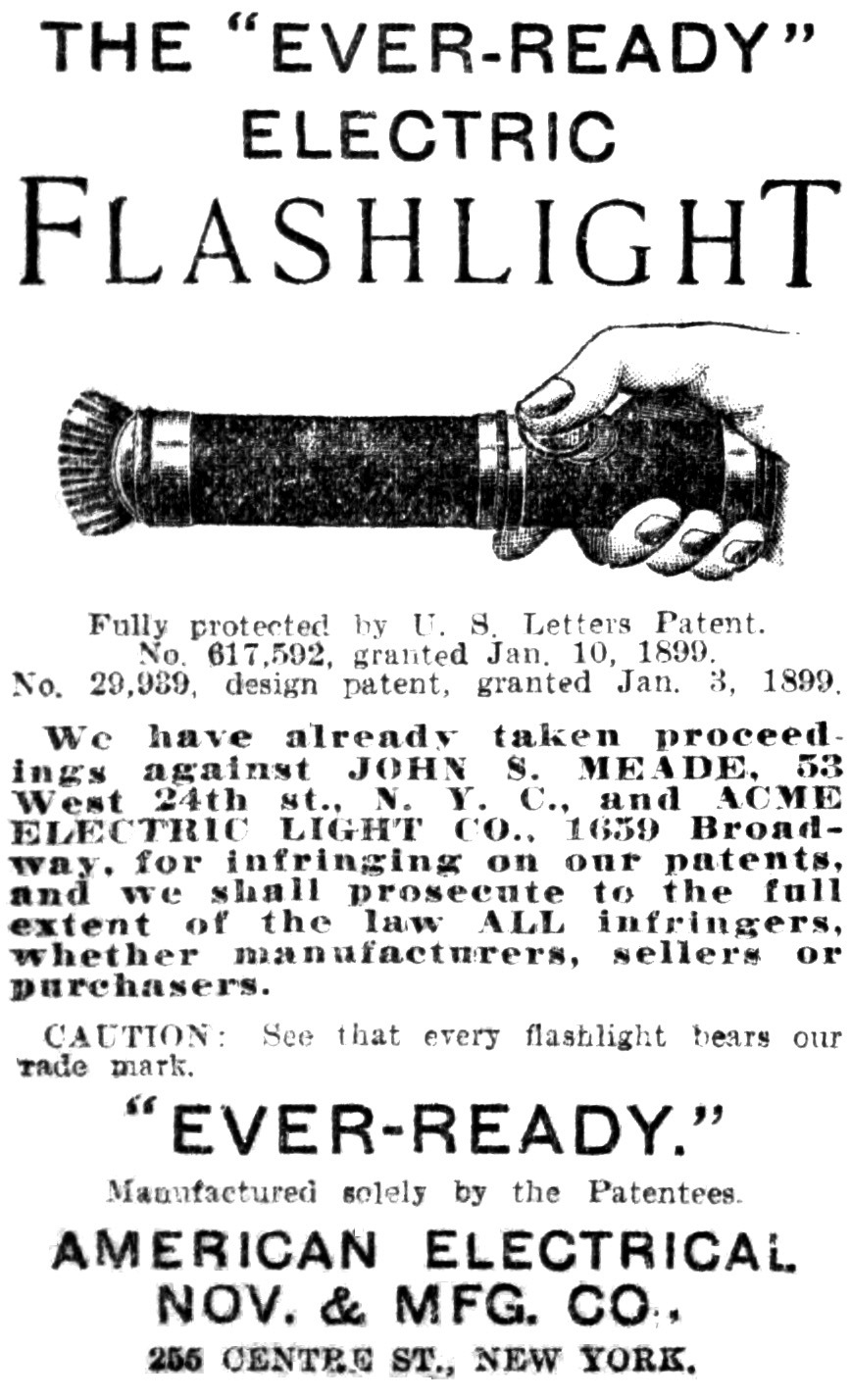
إعلان عن مصباح يدوي من إنتاج شركة إيفر ريدي في يناير 1899 يذكر الإجراءات المتخذة ضد الشركات المنافسة المزعومة التي تنتهك براءات الاختراع

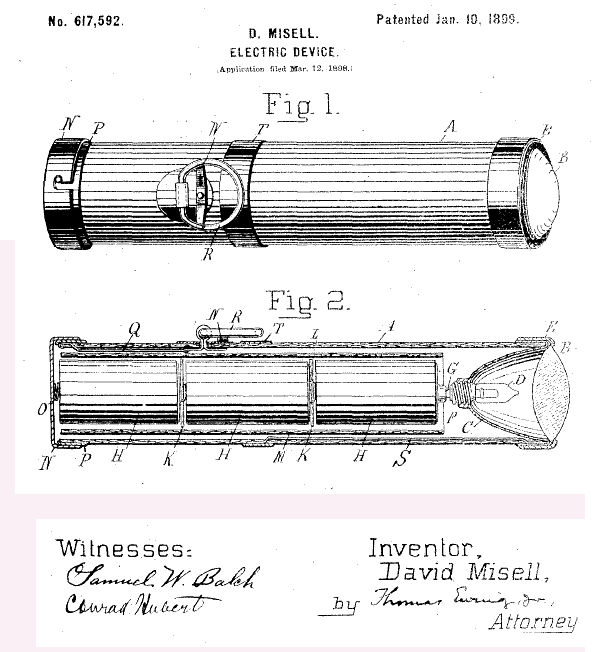
Misell's Patent 617,592
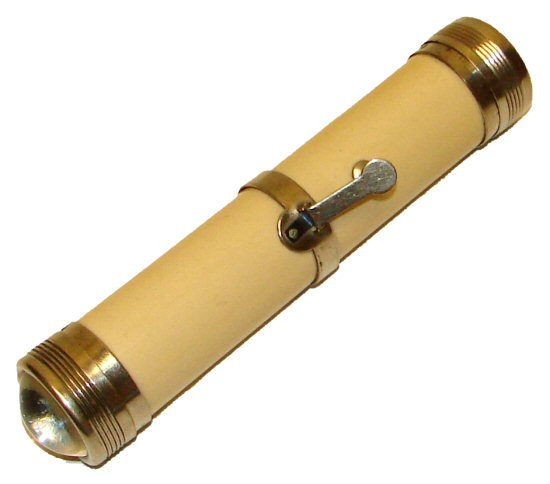
المصباح اليدوي إيفر ريدي 1899
"9 Lives" logoشعار "9 أرواح"
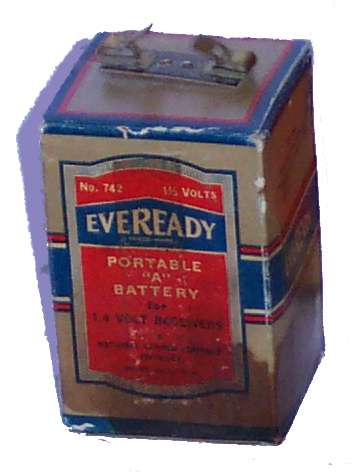
بطارية إيفر ريدي #742 1½V "A" بأطرافتوصيل فاهنستوكللراديو ذات الصمام المفرغ(شعار لكيات القرن العشرين)
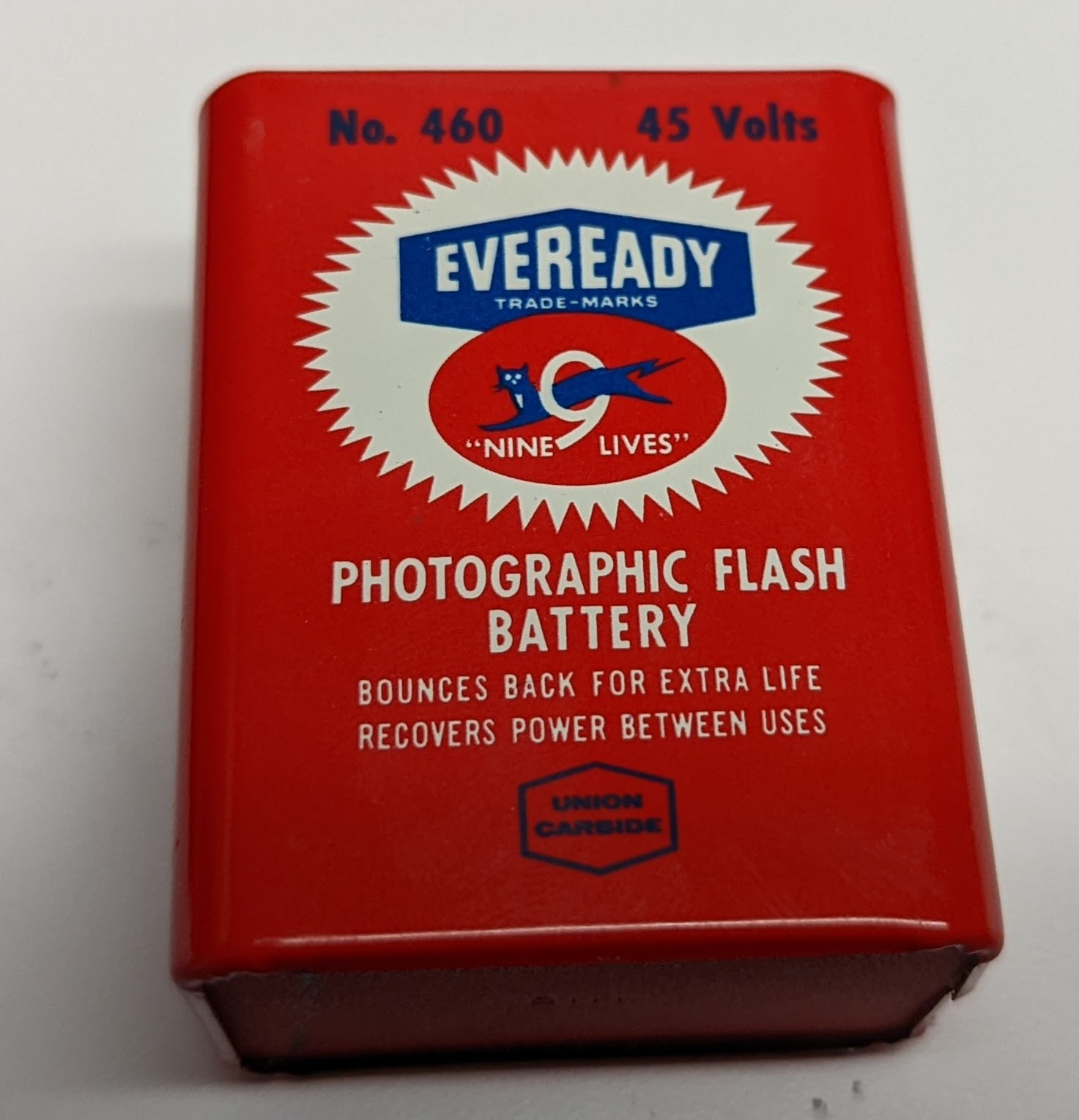
بطارية ايفريدي رقم 460، 45 فولت

## أنظر أيضاً
- إيفر ريدي شرق أفريقيا
- إيفر ريدي إندستريز الهند
- حامل البطارية
- البطارية (الأنبوب المفرغ)